# Christopher W. Monckton
Christopher Walter Monckton, 3° visconte Monckton di Brenchley (14 febbraio 1952), è un politico, giornalista e imprenditore britannico.
I suoi interventi politici, basati su articoli e discorsi pubblici, erano inizialmente centrati sulla difesa delle politiche conservatrici; in seguito, si sono orientati verso la negazione dei cambiamenti climatici e l'euroscetticismo.

## Biografia
Figlio maggiore di Gilbert Monckton e di Marianna Letitia Bower, Christopher ha tre fratelli e una sorella. Ha studiato lettere classiche a Cambridge al Churchill College, dove ha conseguito il bachelor of arts nel 1973 e il master of arts nel 1974. Nel 1975 ha conseguito inoltre un diploma in giornalismo all'Università di Cardiff.
Monckton ha iniziato la sua carriera giornalistica nel 1974 allo Yorkshire Post, dove ha lavorato fino al 1977. Dal 1977 al 1978 è stato addetto stampa del Partito Conservatore. Fra il 1979 e il 1982 ha lavorato per il giornale cattolico The Universe, per la rivista The Sunday Telegraph e per il giornale Evening Standard; nello stesso periodo ha collaborato con il centro studi conservatore Centre for Policy Studies. Nel 1982 Monckton ha abbandonato temporaneamente il giornalismo per diventare consigliere politico del Primo ministro Margaret Thatcher in qualità di specialista degli affari interni, con responsabilità per il problema degli alloggi e per gli affari parlamentari. Nel 1986 è ritornato ad occuparsi di giornalismo, lavorando per il quotidiano Today. Dal 1987 è tornato al giornale Evening Standard, lavorando come redattore; nello stesso anno ha fondato una sua azienda di consulenza, la Christopher Monckton Limited. Nel 1992 ha lasciato il giornale Evening Standard, dedicandosi alla sua azienda di consulenza e intraprendendo in seguito altre iniziative imprenditoriali: nel 1995 ha aperto a Londra un negozio di camicie e nel 1999 ha lanciato sul mercato il puzzle Eternity, promettendo di pagare la cifra di un milione di sterline a chi fosse riuscito a risolverlo.
Nel 2006, in seguito alla morte del padre, ha ereditato il titolo di visconte, ma a causa dell'House of Lords Act 1999 non ha potuto avere un seggio alla Camera dei Lord. Si è così candidato come indipendente alle elezioni suppletive della Camera dei Lord nel 2007, 2008, 2009 e 2010, ma non ha riportato voti. Nel dicembre 2009 è entrato a far parte del Partito per l'Indipendenza del Regno Unito (UKIP). Nel giugno 2010 è stato nominato vice leader del partito in sostituzione di David Campbell Bannerman, ma nel novembre dello stesso anno è stato sostituito da Paul Nuttall. Nel 2011, in un'intervista ad una radio australiana, Monckton si è definito membro della Camera dei Lord senza diritto di voto: in seguito a ciò, nel luglio 2011 il segretario del Parlamento ha inviato a Monckton una lettera, diffidandolo dal definirsi membro della Camera dei Lord. Nello stesso anno, Monckton ha guidato la lista dell'UKIP alle elezioni per il Parlamento scozzese nella circoscrizione Mid Scotland and Fife ma non è stato eletto, perché la lista ha riportato solo l'1,1% dei voti. Nel gennaio 2013 è stato nominato presidente dell'UKIP per la Scozia, ma nel novembre dello stesso anno è stato esautorato da Nigel Farage a causa di lotte intestine tra le fazioni del partito.
Monckton è cattolico e fa parte del Sovrano Militare Ordine di Malta e del Venerabile ordine di San Giovanni. Nel 1990 ha sposato Juliet Mary Anne Malherbe Jensen.

## Posizioni

### Cambiamenti climatici
Nel primo decennio del duemila, Monckton ha assunto una posizione negazionista sui cambiamenti climatici, cominciando a scrivere articoli e a tenere conferenze pubbliche sull'argomento, sia in Gran Bretagna che all'estero. Monckton ha dichiarato che l'effetto serra esiste e che l'anidride carbonica contribuisce ad esso, ma ritiene che non abbia effetto sul riscaldamento globale, negando che esista un collegamento causale fra la concentrazione di CO2 e la temperatura media globale. Nel 2006, Monckton ha criticato in un articolo Una scomoda verità, il film-documentario di Al Gore sui cambiamenti climatici, sostenendo che conteneva ben 35 errori scientifici. I critici di Monckton sottolineano che il visconte è laureato in lettere classiche e diplomato in giornalismo e non possiede alcuna formazione scientifica di base. Per giustificare la sua competenza in materia ambientale, Monckton ha affermato di avere ricoperto il ruolo di consigliere scientifico di Margaret Thatcher, ma ciò non trova riscontro nelle memorie dell'ex Primo ministro, che riportano come consigliere scientifico George Guise. Diversi scienziati hanno contestato le affermazioni di Monckton sul clima. Nel 2009, dopo una conferenza tenuta da Monckton in Minnesota alla Bethel University, il professor John P. Abraham dell'University of St. Thomas ha criticato quanto affermato da Monckton nella conferenza; in risposta, Monckton ha presentato all'University of St. Thomas una richiesta di azione disciplinare contro Abraham per presunta disonestà accademica. Gli avvocati dell'University of St. Thomas hanno risposto a Monckton per iscritto, affermando che "L'Università di St. Thomas rispetta il suo diritto di non essere d'accordo con il professor Abraham, così come l'Università rispetta il diritto del professor Abraham di non essere d'accordo con lei". Gli avvocati hanno inoltre minacciato Monckton di azioni legali se non avesse cessato di fare commenti denigratori sul professor Abraham, sul presidente dell'Università di St. Thomas o su chiunque altro associato alla stessa università.

### Integrazione europea
Monckton è un euroscettico e un oppositore del processo di integrazione europea. Nel 1994 ha citato in giudizio il governo conservatore di John Major per avere accettato di contribuire ai costi del Protocollo sulle politiche sociali concordato nel 1993 nel Trattato di Maastricht, sebbene il governo britannico avesse scelto di tenersi al di fuori del Protocollo. Il caso è stato trattato nel 1994 da una corte di sessione scozzese, ma la sua richiesta di rigetto della legge è stata respinta dalla corte per mancanza di rilevanza.

## Ascendenza
|                                                                 |                     |                                               | Genitori                                  |  |  | Nonni |  |  | Bisnonni               |  |  | Trisnonni       |  |
|                                                                 |                     |                                               |                                           |  |  |       |  |  | Frank William Monckton |  |  | Walter Monckton |  |
|                                                                 |                     |                                               |                                           |  |  |       |  |  | Frank William Monckton |  |  | Walter Monckton |  |
|                                                                 |                     | Caroline Backshell Shaw                       |                                           |  |  |       |  |  | Frank William Monckton |  |  |                 |  |
| Walter Monckton, I visconte Monckton di Brenchley               |                     |                                               |                                           |  |  |       |  |  | Frank William Monckton |  |  |                 |  |
|                                                                 |                     | Dora Constance Golding                        | William Golding                           |  |  |       |  |  |                        |  |  |                 |  |
|                                                                 |                     | Dora Constance Golding                        | William Golding                           |  |  |       |  |  |                        |  |  |                 |  |
|                                                                 |                     | Dora Constance Golding                        | Ellen Jane Langridge                      |  |  |       |  |  |                        |  |  |                 |  |
| Gilbert Monckton, II visconte Monckton di Brenchley             |                     | Dora Constance Golding                        |                                           |  |  |       |  |  |                        |  |  |                 |  |
|                                                                 |                     | Thomas Colyer Colyer-Fergusson, III baronetto | James Ranken Fergusson, II baronetto      |  |  |       |  |  |                        |  |  |                 |  |
|                                                                 |                     | Thomas Colyer Colyer-Fergusson, III baronetto | James Ranken Fergusson, II baronetto      |  |  |       |  |  |                        |  |  |                 |  |
|                                                                 |                     | Thomas Colyer Colyer-Fergusson, III baronetto | Mary Ann Somes Colyer                     |  |  |       |  |  |                        |  |  |                 |  |
| Mary Adelaide Somes Colyer-Fergusson                            |                     | Thomas Colyer Colyer-Fergusson, III baronetto |                                           |  |  |       |  |  |                        |  |  |                 |  |
|                                                                 |                     | Beatrice Stanley Muller                       | Friedrich Maximilian Müller               |  |  |       |  |  |                        |  |  |                 |  |
|                                                                 |                     | Beatrice Stanley Muller                       | Friedrich Maximilian Müller               |  |  |       |  |  |                        |  |  |                 |  |
|                                                                 |                     | Beatrice Stanley Muller                       | Georgina Adelaide Grenfell                |  |  |       |  |  |                        |  |  |                 |  |
| Christopher Walter Monckton, III visconte Monckton di Brenchley |                     | Beatrice Stanley Muller                       |                                           |  |  |       |  |  |                        |  |  |                 |  |
|                                                                 | Robert Lister Bower | Robert Hartley Bower                          |                                           |  |  |       |  |  |                        |  |  |                 |  |
|                                                                 | Robert Lister Bower | Robert Hartley Bower                          |                                           |  |  |       |  |  |                        |  |  |                 |  |
|                                                                 | Robert Lister Bower | Marcia Lister-Kaye                            |                                           |  |  |       |  |  |                        |  |  |                 |  |
| Robert Tatton Bower                                             | Robert Lister Bower |                                               |                                           |  |  |       |  |  |                        |  |  |                 |  |
|                                                                 |                     | Annette Norah Head                            | Henry Haswell Head                        |  |  |       |  |  |                        |  |  |                 |  |
|                                                                 |                     | Annette Norah Head                            | Henry Haswell Head                        |  |  |       |  |  |                        |  |  |                 |  |
|                                                                 |                     | Annette Norah Head                            | Harriette "Anne" Catherine Annetta Nugent |  |  |       |  |  |                        |  |  |                 |  |
| Marianna Bower                                                  |                     | Annette Norah Head                            |                                           |  |  |       |  |  |                        |  |  |                 |  |
|                                                                 |                     | Gerald Strickland, I barone Strickland        | Walter Strickland                         |  |  |       |  |  |                        |  |  |                 |  |
|                                                                 |                     | Gerald Strickland, I barone Strickland        | Walter Strickland                         |  |  |       |  |  |                        |  |  |                 |  |
|                                                                 |                     | Gerald Strickland, I barone Strickland        | Maria Aloysia Paula Bonici-Mompalao       |  |  |       |  |  |                        |  |  |                 |  |
| Henrietta May Strickland                                        |                     | Gerald Strickland, I barone Strickland        |                                           |  |  |       |  |  |                        |  |  |                 |  |
|                                                                 |                     | Edeline Sackville                             | Reginald Sackville, VII conte De La Warr  |  |  |       |  |  |                        |  |  |                 |  |
|                                                                 |                     | Edeline Sackville                             | Reginald Sackville, VII conte De La Warr  |  |  |       |  |  |                        |  |  |                 |  |
|                                                                 |                     | Edeline Sackville                             | Constance Cochrane-Wishart-Baillie        |  |  |       |  |  |                        |  |  |                 |  |
|                                                                 |                     | Edeline Sackville                             |                                           |  |  |       |  |  |                        |  |  |                 |  |